# Ruanda
Ruanda är ett släkte av fjärilar. Ruanda ingår i familjen tofsspinnare.
Kladogram enligt Catalogue of Life:
| Ruanda | \| \| Ruanda aetheria \| \| \| \| \| \| Ruanda eleuteriopsis \| \| \| \| |
|        | \| \| Ruanda aetheria \| \| \| \| \| \| Ruanda eleuteriopsis \| \| \| \| |
|        | Ruanda aetheria                                                          |
|        |                                                                          |
|        | Ruanda eleuteriopsis                                                     |
|        |                                                                          |